# Pacific Highway (Australia)
CLAVE
     Autopista del Pacífico
     Autopista de Nueva Inglaterra
     Otras autopistas importantes
La Pacific Highway es una carretera nacional y una importante vía de transporte de 790 kilómetros que recorre la costa este de Australia desde Sídney hasta Brisbane. Forma parte de la Highway 1, que circunnavega el continente australiano. En sus inicios, la carretera era de un solo carril entre Sídney y Brisbane. En la cultura australiana y como ruta turística, sigue siéndolo. Con el tiempo, algunos tramos de la autopista han sido relegados de la ruta o renombrados y, entre 1996 y 2020, la autopista se modernizó para cumplir con los estándares de una autopista.

## Ubicación
La Pacific Highway se puede dividir en las siguientes secciones:
- De Brisbane a la frontera entre Nueva Gales del Sur y Queensland: sustituida por completo por la autopista Pacific Motorway.
- Frontera entre Nueva Gales del Sur y Queensland hasta Brunswick Heads : mejorada a autopista como parte del Plan Maestro de Mejoras de 1996 y renombrada como Autopista del Pacífico en 2013.
- Brunswick Heads a Hexham : la conversión a estándares de autovía o autopista se completó en 2020, como parte del Plan Maestro de Mejoras de 1996.
- Hexham a Wahroonga: sustituida por la autopista Pacific Motorway (también conocida como autopista Sydney-Newcastle y anteriormente autopista F3) como ruta nacional entre Wahroonga y Beresfield en tramos entre 1965 y 1993.
- De Wahroonga al distrito financiero central de Sídney: carretera metropolitana dividida, anteriormente una ruta Metroad; la ruta a través de la M2 (túnel Lane Cove y autopista M2 Hills) y NorthConnex como alternativa a la autopista.

Las principales ciudades y pueblos a lo largo de la autopista del Pacífico son:  Gosford, Wyong, Newcastle, Taree, Port Macquarie, Kempsey, Coffs Harbour, Grafton, Ballina y Byron Bay, todas en Nueva Gales del Sur; y Gold Coast en Queensland.
| Sección                                                                                    | Longitud total (km) | Longitud total (km)  | Fecha de finalización |
| Sección                                                                                    | Antes de la mejora  | Después de la mejora | Fecha de finalización |
| ------------------------------------------------------------------------------------------ | ------------------- | -------------------- | --------------------- |
| De Tweed Heads a Ballina ( Bruxner Highway ) incluyendo parte de la autopista del Pacífico | 90.5                | 91                   | Diciembre de 2015     |
| De Ballina a Coffs Harbour                                                                 | 206.5               | 204                  | Diciembre de 2020     |
| De Coffs Harbour a Port Macquarie ( Oxley Highway )                                        | 151                 | 145                  | Junio de 2018         |
| De Port Macquarie a Mayfield West ( Newcastle )                                            | 221                 | 217                  | 2013                  |
| Totales                                                                                    | 666                 | 657                  | Diciembre de 2020     |

## Antiguos números de carretera
En 1955, la Pacific Highway fue designada Ruta Nacional 1 en toda su longitud. Con el tiempo, a medida que los proyectos de carreteras reasignaban la ruta o la desviaban por completo, los tramos restantes fueron sustituidos por otros. Las antiguas rutas de la Pacific Highway han sido: 
- Ruta Nacional 1 (1955–2013): Tweed Heads–Hexham
- Ruta Nacional 1 (1955–1988): Carretera estatal 111 (1988–2013): Hexham–Doyalson
- Ruta Nacional 1 (1955–1979): Carretera estatal 83 (1979–2013): Doyalson–Wahroonga
- Ruta Nacional 1 (1955–1993): Metroad 1 (1993–2013) Wahroonga–Artarmon
- Ruta Nacional 1 (1955–1992): Carretera estatal 14 (1992–1998) /  Metroad 10 (1998–2007): Artarmon–Crows Nest
- Ruta Nacional 1 (1955–1992): Crows Nest–North Sydney